# Les Heures
|  | Per a altres significats, vegeu «les Heures (Perafita)». |

Les Heures és un mas al terme municipal de la Quar, al Berguedà. Està inventariat al mapa de patrimoni de la Generalitat de Catalunya amb el número IPAC-3538 com a element arquitectònic. La gran masia i l'antic lloc de les Heures és a prop de la Riera de Merlès.

## Arquitectura
Les Heures és una masia de planta rectangular amb la façana principal orientada a migdia, coberta a doble vessant i el carener perpendicular a la façana. Un cos transversal de la masia pel cantó de migdia l'amplia considerablement i presenta una gran porta d'arc de mig punt adovellat. Les obertures i finestres, de petites dimensions, omplen les quatre façanes. A migdia i a llevant fou construïda una elegant galeria, amb balconada i suports de fusta.

## Història
Joan Santamaria, autor de les Memòries sobre el monestir de la Portella, relaciona "Leuric", un dels homes que demanen al bisbe d'Urgell que consagri l'església de Santa Maria de la Quar (900) com a antecedent de la genealogia de la família Euras de la Quar. El lloc de les Heures està documentat a partir del segle xiv, quan la vegueria de la Portella esdevingué baronia amb l'enllaç amb la casa berguedana dels Pinós. Així, les Heures era un dels llocs, juntament amb la Portella i Sant Maurici, de la batllia de la Quar.